# Johannes Köbberling
Johannes Köbberling (* 23. April 1940 in Lötzen) ist ein deutscher Arzt. Er ist stellvertretendes geschäftsführendes Mitglied der Gutachterkommission für ärztliche Behandlungsfehler bei der Ärztekammer Nordrhein. Weiterhin ist Köbberling Mitglied im Wissenschaftsrat der Gesellschaft zur wissenschaftlichen Untersuchung von Parawissenschaften (GWUP).

## Werdegang
Nach Medizinstudium, Promotion, Habilitation und Professur an der Universität Göttingen wurde Köbberling 1986 Direktor des Ferdinand-Sauerbruch-Klinikums Wuppertal und Professor an der Universität Düsseldorf. Im Jahr 2000 wurde er zum Chefarzt der Kliniken St. Antonius in Wuppertal ernannt und seit seiner Emeritierung im Jahr 2005 leitet er dort den Bereich Risiko- und Qualitätsmanagement.
Köbberling ist Mitglied der Arzneimittelkommission der Deutschen Ärzteschaft. Er war an der Ausarbeitung der Positivliste für Arzneimittel beteiligt. Er war zudem Mitglied im Wissenschaftlichen Beirat des Instituts für Qualität und Wirtschaftlichkeit im Gesundheitswesen (IQWiG). Seit 2006 ist Köbberling Vorstandsvorsitzender des Vereins der Freunde und Alumni der Bergischen Universität. 

## Reden und Positionen
Köbberling arbeitet im Deutschen Netzwerk Evidenzbasierte Medizin mit und äußert sich pointiert gegen unwissenschaftliche Behandlungsmethoden. Hier ist die Rede „Der Wissenschaft verpflichtet“ zu nennen, die er als Vorsitzender der Deutschen Gesellschaft für Innere Medizin (1997) gehalten hat.

## Ehrungen
- Ferdinand-Bertram-Preis der Deutschen Diabetes Gesellschaft, 1979, Beschreibung des Köbberling-Dunnigan-Syndroms[4]
- Ernst-von-Bergmann-Plakette der deutschen Bundesärztekammer, 2009[5]
- Bundesverdienstkreuz am Bande, 2018[6][7]
- Leopold-Lichtwitz-Medaille, 2019[8]